# بطحيش سونويتا
بطحيش سونويتا (الاسم العلمي: Cyprinodon eremus) (بالإنجليزية: Sonoyta pupfish)‏ هو نوع من الأسماك يتبع جنس البطحيش من الفصيلة البطحيشية.